# Koijärvi (sjö i Kiuruvesi, Norra Savolax)
Koijärvi är en sjö i kommunen Kiuruvesi i landskapet Norra Savolax i Finland. Sjön ligger 108,1 meter över havet. Den är 12,31 meter djup. Arean är 66 hektar och strandlinjen är 10,06 kilometer lång. Sjön  ingår i Vuoksens huvudavrinningsområde.   Den ligger omkring 83 kilometer nordväst om Kuopio och omkring 380 kilometer norr om Helsingfors. 